# Hans Schupp (Mathematiker)

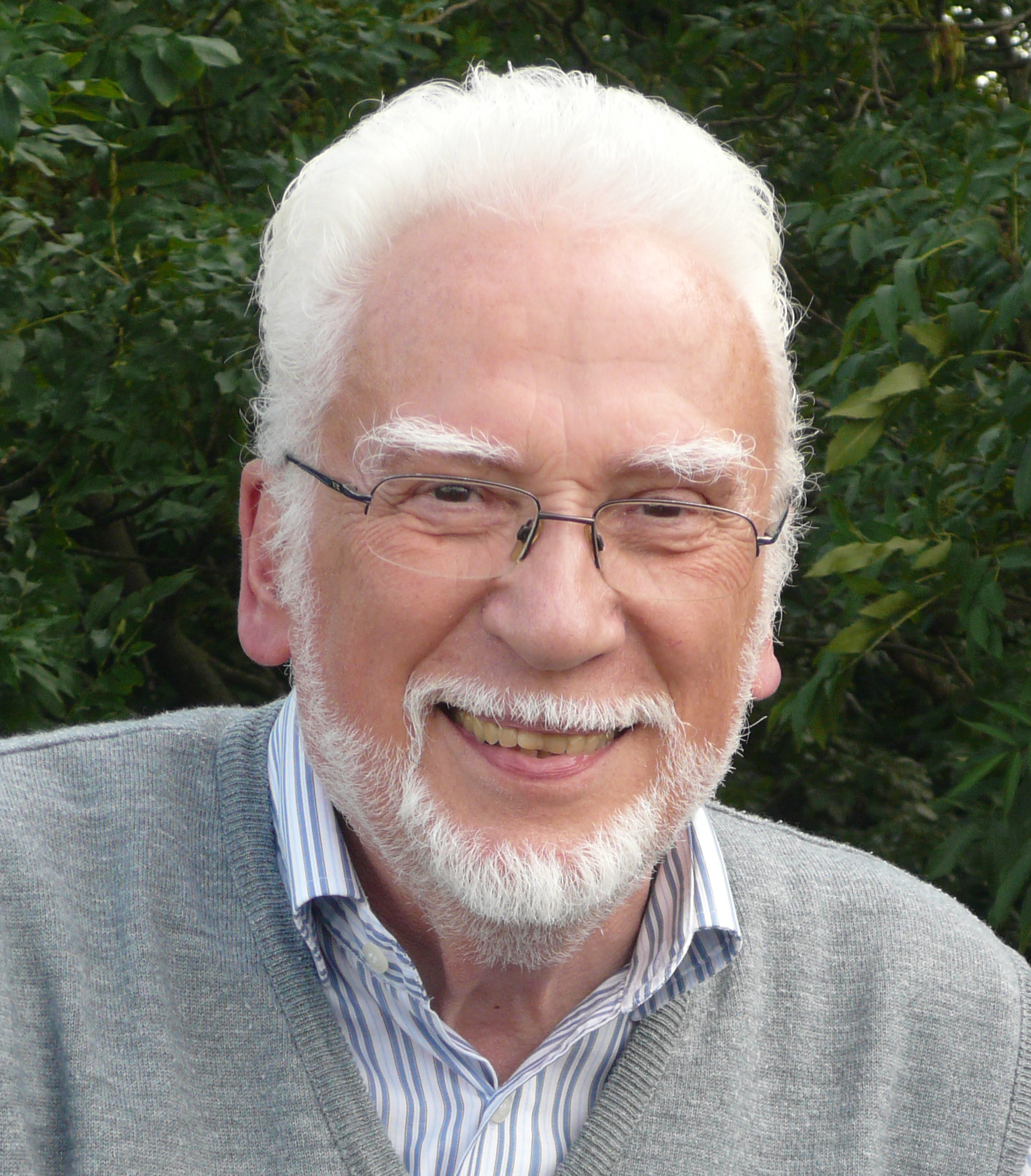
Hans Schupp

Hans Schupp (* 10. Juni 1935 in Idar-Oberstein; † 18. Mai 2021 in Saarbrücken) war ein deutscher Mathematiker, Fach- und Schulbuchautor und Universitätsprofessor für Mathematik und ihre Didaktik an der Universität des Saarlandes.

## Leben
Schupp studierte von 1955 bis 1959 Geographie, Mathematik, Philosophie und Pädagogik an der Johannes Gutenberg-Universität Mainz und an der Ruprecht-Karls-Universität Heidelberg. 1961 wurde er in Mainz zum Dr. rer. nat. promoviert. Es folgten 1962 und 1964 das erste bzw. das zweite Staatsexamen, Tätigkeiten als Studienrat am Gymnasium und als Fachleiter für Mathematik am Studienseminar (beides in Darmstadt). Ab 1970 war Schupp Professor für Didaktik der Mathematik an der Pädagogischen Hochschule des Saarlandes, die 1978 in der Universität des Saarlandes aufging. 1999 wurde er emeritiert.
Seit 1971 war Schupp Mitglied der Deutschen Mathematiker-Vereinigung (DMV), und er war seit 1975 Gründungsmitglied der Gesellschaft für Didaktik der Mathematik (GDM), deren 1. Vorsitzender er von 1979 bis 1983 war. Am 10. September 2016 wurde er zum Ehrenmitglied der GDM ernannt.

## Monographien (Auswahl)
Die Publikationsliste von Schupp verzeichnet über 160 Monographien und Abhandlungen, viele davon sind auch im Katalog der Deutschen Nationalbibliothek erfasst.
- Abbildungsgeometrie. Weinheim: Beltz, 1968, 1970, 1973, 1974.
- Elemente der Logik. Braunschweig: Westermann, 1970, 1973.
- Elementargeometrie. UTB Schöningh, Paderborn 1977,
- Optimieren – Extremwertbestimmung im Mathematikunterricht. Mannheim: B. I. Wissenschaftsverlag, 1992.
- Höhere Kurven (mit Heinz Dabrock). Mannheim: B. I. Wissenschaftsverlag, 1995.
- Figuren und Abbildungen. Hildesheim: Franzbecker, 1998.
- Kegelschnitte. Hildesheim: Franzbecker, 2000.
- Thema mit Variationen – Aufgabenvariation im Mathematikunterricht. Hildesheim: Franzbecker, 2002